# Список глав правительства Сьерра-Леоне
Список глав правительства Сьерра-Леоне включает в себя руководителей правительства Сьерра-Леоне со времени создания в стране в 1951 году правительственного кабинета. В настоящее время в системе государственной власти страны установлен пост главного министра Республики Сьерра-Леоне (англ. Chief ministers of the Republic of Sierra Leone), введённый президентом Джулиусом Био после инаугурации в 2018 году, в рамках исполнительных полномочий по формированию кабинета министров согласно статьи 59 Конституции, одобренной на референдуме, состоявшемся в августе 1991 года.
Применённая в первом столбце таблиц нумерация является условной. Также условным является использование в первых столбцах цветовой заливки, служащей для упрощения восприятия принадлежности лиц к различным политическим силам без необходимости обращения к столбцу, отражающему партийную принадлежность. В столбце «Выборы» отражены состоявшиеся выборные процедуры, сформировавшие состав парламента, поддерживающий главу правительства.

## Главы кабинета (колония и протекторат, 1951—1961)
Руководитель государственных дел (англ. Leader of Government Business), с 1954 года — Главный министр Сьерра-Леоне (англ. Chief Minister of Sierra Leone), с 1958 года — Премьер Сьерра-Леоне (англ. Premier of Sierra Leone), с 1960 года — Премьер-министр Сьерра-Леоне (англ. Premier of Sierra Leone) — в одноимённых колонии и протекторате Сьерра-Леоне (англ. Sierra Leone Colony and Protectorate, — колонией с 1808 года являлась полуостровная территория около Фритауна площадью 557 км2, протекторатом с 1896 года — внутренние районы площадью 71,2 тыс. км2,  — глава правительственного кабинета, имеющего исполнительные полномочия, значительно ограниченные полномочиями лондонского правительства Её Величества, следующими из конституционного обычая.
Пост руководителя государственных дел появился в ноябре 1951 года, с созданием при губернаторе владения кабинета после состоявшихся выборов в Законодательный совет Сьерра-Леоне (из 35 его членов только 7 избирались напрямую). В 1954 году полномочия самоуправления были расширены до учреждения местных министерств (с созданием поста главного министра), в 1956 году введено всеобщее избирательное право; после проведения 3 мая 1957 года первых парламентских выборов, одержавшая победу Народная партия добилась передаче правительству полномочий по всем вопросам, за исключением внешних сношений и обороны (с созданием поста премьера, в 1960 году преобразованного в пост премьер-министра), и начала переговоры об условиях предоставления независимости, завершившиеся её провозглашением 27 апреля 1961 года. 
|           | Портрет         | Имя (годы жизни)                                                                   | Полномочия      | Полномочия  | Партия                       | Выборы                                                            | Должность                                                            | Пр.         |
| Начало    | Портрет         | Имя (годы жизни)                                                                   | Окончание       |             | Партия                       | Выборы                                                            | Должность                                                            | Пр.         |
| --------- | --------------- | ---------------------------------------------------------------------------------- | --------------- | ----------- | ---------------------------- | ----------------------------------------------------------------- | -------------------------------------------------------------------- | ----------- |
| 1 (I—III) |                 | Сэр Милтон Аугустус Стриби Маргаи (1895—1964) англ. Milton Augustus Strieby Margai | ноябрь 1951     | 9 июля 1954 | Народная партия Сьерра-Леоне | 1951                                                              | руководитель государственных дел англ. Leader of Government Business | [ 7 ] [ 8 ] |
| 1 (I—III) | 9 июля 1954     | Сэр Милтон Аугустус Стриби Маргаи (1895—1964) англ. Milton Augustus Strieby Margai | 14 августа 1955 | [ комм. 2 ] | Народная партия Сьерра-Леоне | главный министр Сьерра-Леоне англ. Chief Minister of Sierra Leone |                                                                      | [ 7 ] [ 8 ] |
| 1 (I—III) | 14 августа 1955 | Сэр Милтон Аугустус Стриби Маргаи (1895—1964) англ. Milton Augustus Strieby Margai | 9 июля 1960     | [ комм. 3 ] | Народная партия Сьерра-Леоне | премьер Сьерра-Леоне англ. Premier of Sierra Leone                |                                                                      | [ 7 ] [ 8 ] |
| 1 (I—III) | 9 июля 1960     | Сэр Милтон Аугустус Стриби Маргаи (1895—1964) англ. Milton Augustus Strieby Margai | 27 апреля 1961  | [ комм. 4 ] | Народная партия Сьерра-Леоне | премьер-министр Сьерра-Леоне англ. Premier of Sierra Leone        |                                                                      | [ 7 ] [ 8 ] |

## Королевство (1961—1971)
Независимость страны была провозглашена 27 апреля 1961 года. В структуре независимой монархии премьер-министр Сьерра-Леоне являлся главой правительства и обладал исполнительными полномочиями власти монарха, который по всем вопросам сьерра-леонского государства советовался исключительно с министрами правительства Сьерра-Леоне. Представляющий монарха генерал-губернатор назначался по совету премьер-министра; назначение премьер-министром лица, имеющего наилучшие шансы получить парламентскую поддержку, являлось прерогативой самого генерал-губернатора, а не представляемого им монарха. Титул правящей Королевы Сьерра-Леоне Елизаветы II менялся; в период с 27 апреля 1961 года до 4 января 1962 года он был Елизавета Вторая, Милостью Божьей, Королева Соединённого Королевства Великобритании и Северной Ирландии, и других её королевств и территорий, Глава Содружества, Защитница веры (англ. Elizabeth the Second, by the Grace of God, of the United Kingdom of Great Britain and Northern Ireland and of Her other Realms and Territories Queen, Head of the Commonwealth, Defender of the Faith), затем до 16 апреля 1971 года — Её Величество Елизавета Вторая, королева Сьерра-Леоне и других её королевств и территорий, Глава Содружества (англ. Her Majesty Elizabeth the Second, Queen of Sierra Leone and of Her Other Realms and Territories, Head of the Commonwealth).
17 марта 1967 года возглавляемая премьер-министром Альбертом Маргаи Народная партия Сьерра-Леоне проиграла выборы в парламент Всенародному конгрессу во главе со Сиакой Стивенсом, которого спустя четыре дня генерал-губернатор Генри Джосия Лайтфут-Бостон привёл к присяге в качестве нового главы правительства. В тот же день командующий штаба обороны бригадир Дэвид Лансана отдал приказ об аресте Стивенса и Бостона и объявил военное положение. Однако утром 23 марта группа старших офицеров, несогласных с его действиями по сохранению полномочий Маргаи, освободила от командования и арестовала Лансану, объявив о создании Национального совета реформирования, приостановила действие конституции и передала полномочия генерал-губернатора возглавившему Национальный совет реформирования полковнику Эндрю Джаксон-Смиту, который смог прилететь из Лондона 28 марта. Созданное недовольными проводимой политикой уоррент-офицерами и сержантами Антикоррупционное революционное движение (англ. Anti-Corruption Revolutionary Movement) 18 апреля 1968 года осуществило «сержантский переворот», в ходе которого были арестованы все высокопоставленные офицеры армии и полиции. На следующий день председатель движения Патрик Конте возглавил правительство, передав верховную власть созданному Национальному переходному совету (англ. National Interim Council) во главе бригадиром Джоном Бангурой, ранее присоединившимся к находившимся в Гвинее противникам военного режима, что обеспечило скорый переход к гражданскому правлению: 22 апреля последовало заявление о восстановлении действия конституции, по ней исполняющим обязанности генерал-губернатора стал председатель Верховного суда Банджа Теджан-Си, который 26 апреля привёл к повторной присяге премьер-министра Сиаку Стивенса.
В апреле 1971 года был осуществлён переход к установлению президентской республики: 31 марта Теджан-Си подал в отставку после принятия законопроекта о замене правящего монарха как церемониального главы государства председателем Верховного суда, который до вступления 19 апреля республиканских изменений в силу принял исполнение полномочий генерал-губернатора.
|            | Портрет        | Имя (годы жизни)                                                                                 | Полномочия            | Полномочия            | Партия                       | Выборы                                       | Должность | Пр.           |
| Начало     | Портрет        | Имя (годы жизни)                                                                                 | Окончание             |                       | Партия                       | Выборы                                       | Должность | Пр.           |
| ---------- | -------------- | ------------------------------------------------------------------------------------------------ | --------------------- | --------------------- | ---------------------------- | -------------------------------------------- | --- | ------------- |
| 1 (III—IV) |                | Сэр Милтон Аугустус Стриби Маргаи (1895—1964) англ. Milton Augustus Strieby Margai               | 27 апреля 1961        | 28 апреля 1964        | Народная партия Сьерра-Леоне | [ комм. 9 ]                                  | премьер-министр Сьерра-Леоне англ. Premier of Sierra Leone                                                             | [ 7 ] [ 8 ]   |
| 1 (III—IV) | 1962           | Сэр Милтон Аугустус Стриби Маргаи (1895—1964) англ. Milton Augustus Strieby Margai               | 27 апреля 1961        | 28 апреля 1964        | Народная партия Сьерра-Леоне |                                              | премьер-министр Сьерра-Леоне англ. Premier of Sierra Leone                                                             | [ 7 ] [ 8 ]   |
| 2          |                | Сэр Альберт Майкл Маргаи (1910—1980) англ. Albert Michael Margai                                 | 28 апреля 1964        | 21 марта 1967         | Народная партия Сьерра-Леоне | [ 10 ] [ 16 ]                                | премьер-министр Сьерра-Леоне англ. Premier of Sierra Leone                                                             |               |
| 3 (I)      |                | Сиака Пробин Стивенс (1905—1988) англ. Siaka Probyn Stevens                                      | 21 апреля 1971 (часы) | 21 апреля 1971 (часы) | Всенародный конгресс         | 1967                                         | премьер-министр Сьерра-Леоне англ. Premier of Sierra Leone                                                             | [ 17 ] [ 18 ] |
| и. о.      |                | комиссар полиции Лесли Уильям Лай (1921—1980) англ. Leslie William Leigh                         | 23 марта 1967         | 28 марта 1967         | армия                        | [ комм. 12 ]                                 | заместитель председателя Национального совета реформирования англ. Deputy Chairman of the National Reformation Council | [ 19 ] [ 20 ] |
| 4          |                | полковник, позже бригадир Эндрю Теренс Джаксон-Смит (1931—1996) англ. Andrew Terence Juxon-Smith | 28 марта 1967         | 18 апреля 1968        | армия                        | [ комм. 14 ]                                 | председатель Национального совета реформирования англ. Chairman of the National Reformation Council                    | [ 21 ] [ 22 ] |
| 5 (I—II)   |                | уоррент-офицер 1 класса Патрик Сайду Конте (?—?) англ. Patrick Saidu Conteh                      | 18 апреля 1968        | 19 апреля 1968        | армия                        | [ комм. 16 ]                                 | председатель Антикоррупционного революционного движения англ. Chairman of the Anti-Corruption Revolutionary Movement   | [ 23 ]        |
| 5 (I—II)   | 19 апреля 1968 | уоррент-офицер 1 класса Патрик Сайду Конте (?—?) англ. Patrick Saidu Conteh                      | 26 апреля 1968        | [ комм. 17 ]          | армия                        | глава правительства англ. Head of Government | | [ 23 ]        |
| 3 (II)     |                | Сиака Пробин Стивенс (1905—1988) англ. Siaka Probyn Stevens                                      | 26 апреля 1968        | 19 апреля 1971        | Всенародный конгресс         | [ комм. 19 ]                                 | премьер-министр Сьерра-Леоне англ. Premier of Sierra Leone                                                             | [ 17 ] [ 18 ] |

## В Первой республике (1971—1978)
Принятый в марте 1971 года парламентом страны закон о внесении изменений в конституцию 1961 года предусматривал замену правящего монарха как церемониального главы государства председателем Верховного суда, которому надлежало занять пост президента. После провозглашения 19 апреля 1971 года республики и приведения к президентской присяге исполняющего обязанности генерал-губернатора судьи Кристофера Окоро Коула в течение двух дней парламент утвердил дальнейшие конституционные изменения, преобразовав церемониальное президентство в исполнительное. Президентские полномочия Коула были прекращены, он вернулся к руководству Верховным судом и в качестве его председателя привёл к присяге избранного парламентом на 4-летний срок президентом Сиаку Стивенса (занимавшего пост премьер-министра). В 1978 году на конституционном референдуме было одобрено установление в стране однопартийной системы со Всенародным конгрессом во главе, при этом пост премьер-министра был упразднён.
|          | Портрет | Имя (годы жизни)                                                                | Полномочия     | Полномочия     | Партия               | Выборы        | Должность                                                  | Пр.           |
| Начало   | Портрет | Имя (годы жизни)                                                                | Окончание      |                | Партия               | Выборы        | Должность                                                  | Пр.           |
| -------- | ------- | ------------------------------------------------------------------------------- | -------------- | -------------- | -------------------- | ------------- | ---------------------------------------------------------- | ------------- |
| 3 (II)   |         | Сиака Пробин Стивенс (1905—1988) англ. Siaka Probyn Stevens                     | 19 апреля 1971 | 21 апреля 1971 | Всенародный конгресс | [ комм. 21 ]  | премьер-министр Сьерра-Леоне англ. Premier of Sierra Leone | [ 17 ] [ 18 ] |
| 4 (I—II) |         | Сори Ибрагим Корома (1930—1997) англ. Sorie Ibrahim Koroma                      | 21 апреля 1971 | 8 июля 1975    | Всенародный конгресс | [ комм. 22 ]  | премьер-министр Сьерра-Леоне англ. Premier of Sierra Leone | [ 26 ] [ 27 ] |
| 4 (I—II) | 1973    | Сори Ибрагим Корома (1930—1997) англ. Sorie Ibrahim Koroma                      | 21 апреля 1971 | 8 июля 1975    | Всенародный конгресс |               | премьер-министр Сьерра-Леоне англ. Premier of Sierra Leone | [ 26 ] [ 27 ] |
| 5 (I—II) |         | Кристиан Алюсен Камара-Тэйлор (1917—1985) англ. Christian Alusine Kamara-Taylor | 8 июля 1975    | 15 июня 1978   | Всенародный конгресс | [ 28 ] [ 29 ] | премьер-министр Сьерра-Леоне англ. Premier of Sierra Leone |               |
| 5 (I—II) | 1977    | Кристиан Алюсен Камара-Тэйлор (1917—1985) англ. Christian Alusine Kamara-Taylor | 8 июля 1975    | 15 июня 1978   | Всенародный конгресс | [ 28 ] [ 29 ] | премьер-министр Сьерра-Леоне англ. Premier of Sierra Leone |               |

## При военном правлении (1992—1996)
29 апреля 1992 года участвующие в военных действиях гражданской войны против Объединённого революционного фронта военнослужащие выдвинулись с фронта в столицу, где заняли правительственные здания и объявили по радио о низложении президента Джозефа Момо. Провозглашённый ими 6 мая главой государства 25-летний капитан Валентайн Страссер 14 июля создал Совет государственных секретарей (англ. Council of State Secretaries) с правительственными полномочиями.
16 января 1996 года он был смещён его заместителем бригадиром Джулиусом Био с целью восстановления гражданского правления. На организованных вскоре выборах победу одержал Ахмад Теджан Кабба, принявший 29 марта президентскую присягу (при этом Совет государственных секретарей был распущен).
|        | Портрет | Имя (годы жизни)                                                                  | Полномочия    | Полномочия    | Партия      | Выборы       | Должность                                                                                         | Пр.           |
| Начало | Портрет | Имя (годы жизни)                                                                  | Окончание     |               | Партия      | Выборы       | Должность                                                                                         | Пр.           |
| ------ | ------- | --------------------------------------------------------------------------------- | ------------- | ------------- | ----------- | ------------ | ------------------------------------------------------------------------------------------------- | ------------- |
| 6      |         | Джон Опонджо Бенджамин (1952—) англ. John Oponjo Benjamin                         | 14 июля 1992  | ноябрь 1992   | независимый | [ комм. 23 ] | председатель Совета государственных секретарей англ. Chairmen of the Council of State Secretaries | [ 33 ]        |
| 7      |         | лейтенант Соломон Энтони Джеймс Муса (1966—1999) англ. Solomon Anthony James Musa | ноябрь 1992   | 5 июля 1993   | армия       | [ комм. 23 ] | председатель Совета государственных секретарей англ. Chairmen of the Council of State Secretaries | [ 34 ]        |
| 8      |         | капитан Джулиус Маада Уони Био (1964—) англ. Julius Maada Wonie Bio               | 5 июля 1993   | 31 марта 1995 | армия       | [ комм. 23 ] | председатель Совета государственных секретарей англ. Chairmen of the Council of State Secretaries | [ 35 ] [ 36 ] |
| 9      |         | Аким Аджибола Джибрил (1946—) англ. Akim Ajibola Gibril                           | 31 марта 1995 | 29 марта 1996 | армия       | [ комм. 23 ] | председатель Совета государственных секретарей англ. Chairmen of the Council of State Secretaries | [ 37 ]        |

## В Третьей республике (с 2018)
В результате интервенции коллективных вооружённых сил стран Экономического сообщества западноафриканских государств, переломившей ход вооружённого конфликта и свержению установленного в 1997 году режима возглавляемого подполковником Джонни Полом Коромой Революционного совета Вооружённых сил, 13 февраля 1998 года был восстановлен в должности президент Ахмед Теджан Кабба, который 18 января 2002 года объявил о завершении шедшей с 1991 года гражданской войны, после чего конституционный порядок избрания главы государства не нарушался. В 2018 году президентом Джулиусом Био в рамках его полномочий по формированию кабинета министров согласно статьи 59 Конституции в системе государственной власти страны был установлен пост главного министра Республики Сьерра-Леоне (англ. Chief ministers of the Republic of Sierra Leone).
|        | Портрет | Имя (годы жизни)                                      | Полномочия     | Полномочия     | Партия                       | Выборы | Должность                                                                                     | Пр.    |
| Начало | Портрет | Имя (годы жизни)                                      | Окончание      |                | Партия                       | Выборы | Должность                                                                                     | Пр.    |
| ------ | ------- | ----------------------------------------------------- | -------------- | -------------- | ---------------------------- | ------ | --------------------------------------------------------------------------------------------- | ------ |
| 10     |         | Дэвид Джон Фрэнсис (1965—) англ. David John Francis   | 8 мая 2018     | 30 апреля 2021 | Народная партия Сьерра-Леоне | 2018   | главный министр Республики Сьерра-Леоне англ. Chief ministers of the Republic of Sierra Leone | [ 41 ] |
| 11     |         | Джейкоб Джусу Саффа (1964—) англ. Jacob Jusu Saffa    | 30 апреля 2021 | 10 июля 2023   | Народная партия Сьерра-Леоне | 2018   | главный министр Республики Сьерра-Леоне англ. Chief ministers of the Republic of Sierra Leone | [ 42 ] |
| 12     |         | Дэвид Мойнина Сенге (1987—) англ. David Moinina Senge | 10 июля 2023   | действующий    | Народная партия Сьерра-Леоне | 2023   | главный министр Республики Сьерра-Леоне англ. Chief ministers of the Republic of Sierra Leone | [ 43 ] |